# Lazare Rivière
Lazare Rivière  (Montpellier, 1589-1655) est un médecin français.
Rivière (Lazarus Riverius) fut reçu docteur en 1611 et devint professeur à la Faculté de Montpellier en 1622 où il prit la chaire de Laurent Coudin qu'il conserva jusqu'à sa mort. Il y acquit une grande réputation comme praticien. Il fut  conseiller et médecin du roi Louis XIII.
Ses ouvrages, principalement ses Institutiones medicae (Leips., 1655), ont longtemps servi de texte à l'enseignement. Sa Praxis medica (Paris, 1640) contient beaucoup d'indications thérapeutiques : on y trouve la formule de la potion anti-émétique nommée encore Potion de Rivière.

## Œuvres
- Pro suprema laurea Apollinari quaestiones medicae Cardinales … Monopolii, 1611. (OCLC 252815538)
- Praxis medica. Paris, O. de Varennes, 1640 (OCLC 25900740)
- Methodus curandarum febrium, Paris, Olivier de Varennes, 1645 (OCLC 14311414)
- Observationes medicae et curationes insignes, quibus accesserunt observationes ab aliis communicatae Paris, S. Piquet, 1646 (OCLC 23637615)
- Institutiones medicae : in quinqve libros distinctae, Lyon, Antoine Cellier, 1656. (OCLC 14818403)
- Opera medica universa, Lyon, Antoine Cellier, 1663, 1 vol. in-folio.

## Sources
- Marie-Nicolas Bouillet  et Alexis Chassang (dir.), « Lazare Rivière » dans Dictionnaire universel d’histoire et de géographie, 1878 (lire sur Wikisource)
- Louis Dulieu, La médecine à Montpellier, Presses universelles, 1975. (OCLC 164673467)